# Walter Owen Bentley
Walter Owen Bentley (Hampstead, Inglaterra, 16 de septiembre de 1888-Woking, Inglaterra, 3 de agosto de 1971), también conocido como WO Bentley o simplemente WO, fue un ingeniero británico, fundador de la empresa de automóviles Bentley. En su honor, Bentley utiliza la matrícula "WOB" para cada nuevo modelo que se presenta a la prensa.

## Biografía

### Antes de Bentley
Bentley nació en Hampstead, siendo el más pequeño de los nueve hijos de Alfred Bentley (un hombre de negocios retirado) y de Emily Waterhouse. Vivió en Inglaterra desde 1902 hasta 1905 cuando salió para trabajar como aprendiz de ingeniero de ferrocarriles con el "Gran Ferrocarril del Norte de Doncaster". Después de un período con el "Consejo Nacional de Cab Motor Company", se unió en 1912 a su hermano, Horace Millner (HM), en una empresa llamada "Bentley and Bentley" para vender automóviles franceses de "Doriot, Flandrin & Parant".l
Insatisfecho con su rendimiento, diseña nuevos motores para la compañía y nuevos pistones de aluminio y árboles de levas ganando sus automóviles así varias carreras en Brooklands en 1913 y 1914. Durante la Primera Guerra Mundial, fue capitán del Royal Naval Air Service, donde desempeñó un papel importante en mejorar el diseño y la fabricación de motores de Pierre Clerget para el Sopwith Camel y el Sopwith Snipe, aviones militares. Estos eran conocidos como los B.R.1 (Bentley Rotary 1) y B.R.2 y fueron fabricados para Humber. Por ello se le concedió la Orden del Imperio Británico, y un premio de £ 8.000 de la Comisión de Premios a los inventores.

### Fabricante de automóviles

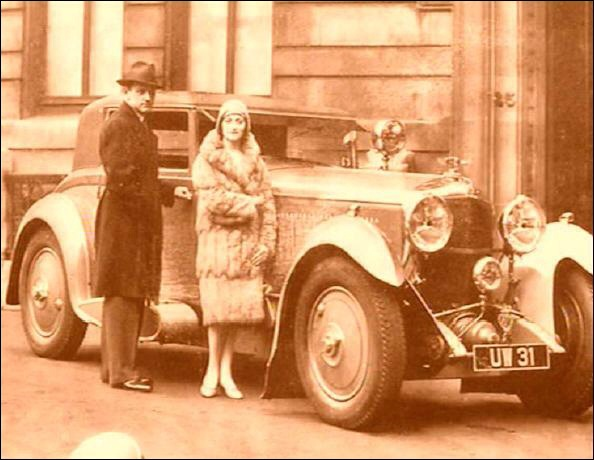
El legendario Bentley Speed Six, uno de los últimos diseños de W.O. Bentley en su propia empresa

Después de la guerra, fundó su propia empresa de automóviles, Bentley Motors, en 1920. Ideó un diseño basado en motores de cuatro cilindros y un chasis robusto, el Bentley 3 Litros, que ganó las 24 Horas de Le Mans en 1924 y los siguientes modelos cada año desde 1927 hasta el año 1930. Su lema era: "Construye un buen coche, un coche rápido, el mejor en su clase". Su gestor de las carreras era un viejo amigo de la escuela, Richard Sidney Witchell. Superó muchos registros establecidos en Le Mans: el "Bentley Boy" Woolf Barnato fue el único piloto en ganar las tres veces que participó, obteniendo así el mayor porcentaje de victorias. Pero únicamente con los éxitos en la competición no pudo mantener la empresa a flote y tuvo que vender su participación en la compañía.
Uno de los "Bentley Boys", el millonario y piloto Woolf Barnato (heredero de Barney Barnato, magnate de los diamantes de Kimberley), puso el dinero necesario para salvar la empresa, convirtiéndose en el accionista mayoritario. Bentley permaneció ocupado en el diseño de una nueva generación de automóviles deportivos, los seis cilindros Bentley 6.5 Litros, pero su control del negocio fue decayendo. Contra sus deseos, Barnato permitió motores sobrealimentados en su versión de 4 ½ L, pero tenían poca durabilidad y eran lentos en pista. 
El Crack del 29 afectó sobremanera a Bentley en el negocio y sacaron a la venta el 8 litros como un gran coche para la gente millonaria. Después de intentos fallidos para salvar la empresa, Barnato y Bentley se vieron obligados a vender a una compañía anónima, la British Central Equitable Trust, en 1931. Esta compañía resultó ser su rival Rolls-Royce, que había sido molestado por el modelo de 8 L porque entraba en el mercado de su Phantom II. Bentley se quedó en la empresa hasta 1935, trabajando en los motores de 3 ½ L y otros modelos. Sin embargo, Rolls-Royce cerró el departamento de carreras, y Bentley decidió irse.

### Después de Bentley

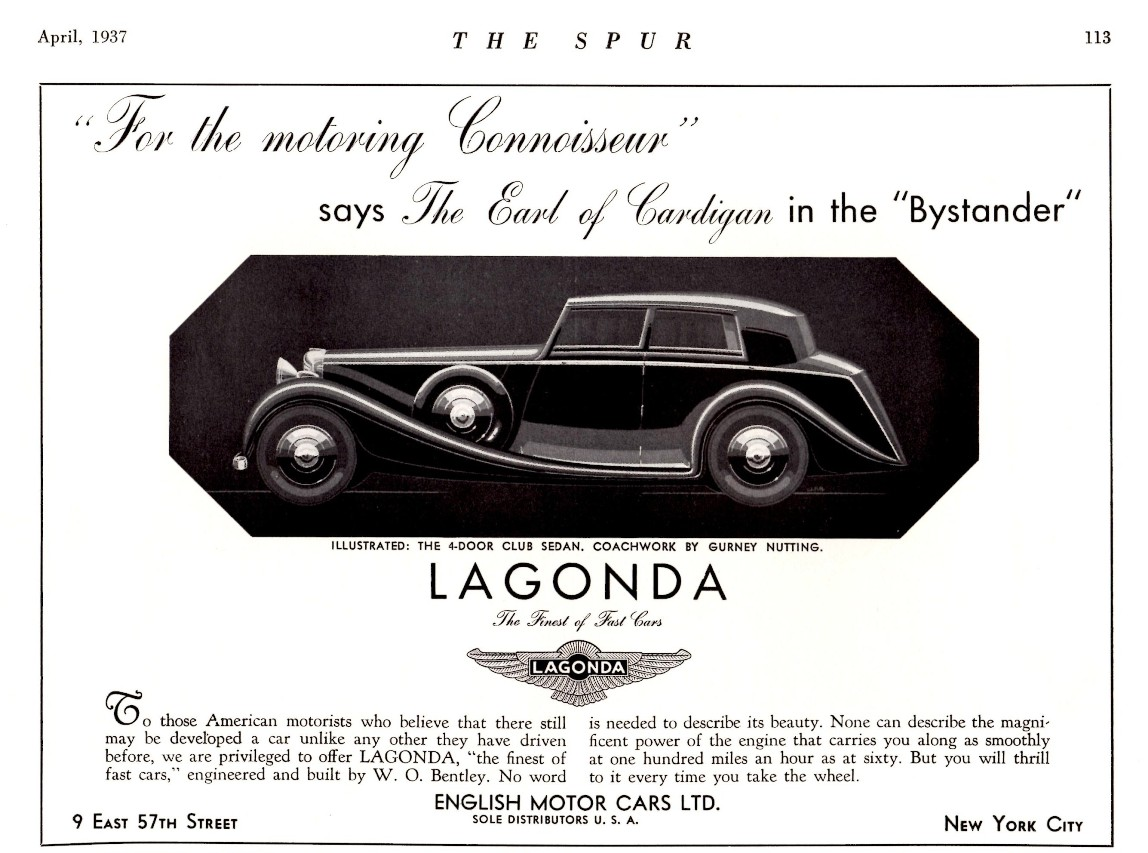
Anuncio de Lagonda (EE. UU., 1937)

Bentley se trasladó al departamento de diseño de Lagonda, que recientemente se había salvado de la quiebra gracias a Alan Good. Allí, volvió de nuevo a las carreras y su Lagonda MG45 Rapide, ganó Le Mans en 1935. Su motor V12 de 4480 cc, que desarrollaba 180 CV (134 kW), fue una obra maestra de la ingeniería.
Tras la Segunda Guerra Mundial, Lagonda fue comprada por David Brown, quien la combinó con Aston Martin. Brown había comprado Lagonda en gran medida para ganar a Bentley gracias a su experiencia en la ingeniería, e inmediatamente puso su motor de 2,6 L-6 bajo el capó de su Aston Martin DB2. Esta duradera mecánica siguió en uso en Aston Martin hasta 1959. Bentley se mantuvo como ingeniero de Aston Martin durante un tiempo, trasladándose a Armstrong Siddeley, donde diseñó un motor de 3L con doble árbol de levas antes de jubilarse.

### Vida personal
Bentley se casó en tres ocasiones, primero con Leonie (que murió en 1919), luego con Dream y, por último, en 1934 con Margaret. No tuvo hijos. Murió en 1971 como el patrón del Bentley Drivers' Club. Su viuda Margaret vivió hasta el año 1989.